# Kosciusko (Mississippi)
Kosciusko è una città degli Stati Uniti d'America, capoluogo della contea di Attala, nello Stato del Mississippi.
La città, in origine chiamata Red Bud Spring, venne in seguito ribattezzata Kosciusko in onore del generale polacco Tadeusz Kościuszko che, durante la rivoluzione americana, supportò militarmente gli insorti. In seguito all'anglicizzazione del nome la z sparì.
È la città natale di Oprah Winfrey.